# Lago Quillén
Quillén es un lago ubicado en el departamento Aluminé de la provincia del Neuquén, Argentina.
Es un lago de origen glaciar, con una superficie aproximada de 2300 hectáreas. Ocupa un valle rodeado de hermosos paisajes de bosques de coihues, lengas y Araucarias, que conforman parte del bosque andino patagónico. Es el más septemntional de los lagos argentinos rodeados de bosques, en que el coihue y la lenga predominan sobre el Pehuén o Araucaria. Está incluido dentro del parque nacional Lanín, que protege su vegetación y fauna naturales. Por estar alejado de grandes poblaciones, la vegetación natural de sus costas permanece en buen estado de conservación, así como la población de salmónidos de sus aguas.
Su forma alargada y encajonada entre altas montañas, con una pronunciada curva hacia el centro del mismo, hace muy atractiva su navegación a remo o a motor, y es un interesante destino de pesca de salmónidos. Al fondo del lago se divisa la silueta del volcán Lanín, dándole a su cabecera este una hermosa persepctiva.
Un camino en mediano estado de conservación lo une con las localidades de Aluminé y Junín de los Andes, por donde llega la visita de turistas durante el verano, a los que se suman pescadores de salmónidos durante el otoño. En sus cercanías hay varios asentamientos mapuches, incluidos en el paraje Quillén. No hay instalaciones hoteleras ni ningún otro tipo de alojamiento permanente, aunque un camping administrado por la comunidad mapuche recibe turistas.
El camino de acceso al lago se continúa con un camino en mal estado de mantenimiento, que permite acceder al cercano y pequeño lago Hui Hui, que pertenece a la cuenca del lago Quillén.
Pertenece a la cuenca del río Aluminé, afluente a su vez del río Limay, y este del río Negro, que desagua en el mar Argentino.

## Toponimia
Quillén en Idioma mapuche significa frutillar.